# عبير أحمد
عبير أحمد (13 سبتمبر 1975  -)، ممثلة مصرية تعيش في الكويت.

## عن حياتها
ولدت في الكويت لأب مصري وأم لبنانية. كانت بدايتها الفعلية في مسلسل بو قلبين واستطاعت من خلاله أن تصعد إلى أولى خطوات الفن والنجاح، واستطاعت بعد ذلك أن تحقق الشهرة بعد مشاركتها في مسلسل دروب الشك.
قامت بعام 2008 بتقديم برنامج «شاعر العرب» الذي عرض على «قناة رواسي»، في عام 2017 انضمت إلى مذيعات برنامج «سوالف ضحى» الذي يبث على قناة الشاهد.

### حياتها الأسرية
هي أخت الممثلة نادية كرم، كانت متزوجة من رجل مصري هو والد أبنائها التوأم "وليد" و"كنزي"، إلا أنها رفعت عليه بعام 2009 قضية خلع وذلك بعد أن رأت استحالت العشرة بينهما. وتزوجت بعد ذلك من رجل أعمال لبناني.

## أعمالها

### في التلفزيون
| سنة الإنتاج | اسم المسلسل                                     | الممثلين |
| ----------- | ----------------------------------------------- | --- |
| 1996        | الأصدقاء - تمثيلية تلفزيونية                    | جاسم النبهان، هيفاء عادل                                                                                             |
| 1997        | طير الخير                                       | أحمد الصالح، علي المفيدي، محمد السريع، عبد الرحمن العقل، علي البريكي، أحمد جوهر                                      |
| 1997        | بو قلبين                                        | داوود حسين، انتصار الشراح، طارق العلي، لطيفة المجرن، مريم زيمان                                                      |
| 1998        | بيت الوالد                                      | حياة الفهد، إبراهيم الصلال، عبد العزيز المسلم، أحمد مساعد، هبة الدري                                                 |
| 1998        | سابع جار                                        | غانم الصالح، انتصار الشراح، طارق العلي، حسن البلام                                                                   |
| 1999        | دروب الشك                                       | محمد المنصور، أحلام محمد، حسين المنصور، منصور المنصور، زهرة الخرجي، خالد البريكي، مشاري البلام                       |
| 1999        | الموذي                                          | غانم الصالح، عبد الرحمن العقل، علي المفيدي، لطيفة المجرن، زهرة عرفات                                                 |
| 2000        | خطوات على الجليد                                | عبد الإمام عبد الله، جمال الردهان، سماح، فرح علي                                                                     |
| 2000        | سوق المقاصيص                                    | عبد الحسين عبد الرضا، سعد الفرج، حياة الفهد، إبراهيم الصلال، علي المفيدي                                             |
| 2000        | عيال الذيب                                      | حياة الفهد، سعاد عبد الله، خالد النفيسي، عبد العزيز جاسم                                                             |
| 2001        | الصقرين                                         | غانم الصالح، إبراهيم الحربي، جاسم النبهان، باسمة حمادة، جمال الردهان، محمد جابر، عبير الجندي، لمياء طارق، أميرة محمد |
| 2001        | مجنون عاقل جدا                                  | أحمد الصالح، طارق العلي، عبير الجندي، سماح                                                                           |
| 2001        | جرح الزمن                                       | حياة الفهد، إبراهيم الصلال، عبد العزيز جاسم، زهرة الخرجي، أحمد السلمان                                               |
| 2001        | طعم الأيام                                      | محمد العلي، جاسم النبهان، أسمهان توفيق، عبد المحسن النمر، سعيد قريش، بدرية أحمد                                      |
| 2003        | خالتي وعمتي                                     | خالد النفيسي، عبد الإمام عبد الله، سعاد علي، طيف                                                                     |
| 2003        | الحريم                                          | حياة الفهد، أحمد السلمان، إبراهيم الزدجالي، عبير الجندي، شيماء علي                                                   |
| 2003        | قلوب متحجرة                                     | حياة الفهد، جاسم النبهان، عبد الإمام عبد الله، إبراهيم الزدجالي                                                      |
| 2003        | وجه واحد لا يكفي                                | أحلام محمد، جمال الردهان، أحمد مساعد، زهرة عرفات، شهاب جوهر                                                          |
| 2004        | للحياة وجه آخر                                  | خالد أمين، عبد الله ملك، سمية الخنة                                                                                  |
| 2004        | عمارة الأسرار                                   | غانم الصالح، إبراهيم الحربي، لطيفة المجرن، من مصر محمد رياض، نشوى مصطفى                                              |
| 2004        | خارطة أم راكان                                  | عبد الرحمن العقل، زينب العسكري، فايز المالكي، سعاد علي                                                               |
| 2004        | الأخرس                                          | جاسم النبهان، طيف، عبد الإمام عبد الله، فيصل العميري، خالد البريكي                                                   |
| 2005        | بقايا ليل                                       | حياة الفهد، عبد الإمام عبد الله، خالد أمين                                                                           |
| 2005        | بلا قيود                                        | سعد الفرج، أحلام محمد، علي جمعة، فاطمة عبد الرحيم                                                                    |
| 2005        | عديل الروح                                      | خالد النفيسي، يعقوب عبد الله، بدرية أحمد، مشاعل الزنكوي، شجون الهاجري، منى عبد المجيد                                |
| 2005        | جبروت امرأة                                     | حياة الفهد، عبد الإمام عبد الله، عبير الجندي، أحمد إيراج، نايف الراشد                                                |
| 2005        | خذ وخل                                          | حسن عسيري، لمياء طارق، عمر الديني                                                                                    |
| 2005        | سوالف دنيا                                      | غانم الصالح، غانم السليطي، عبد الإمام عبد الله، صلاح الملا، هدية سعيد                                                |
| 2006        | أوراق سجينة                                     | سمير الناصر، سعد خضر، تركي اليوسف، طيف                                                                               |
| 2006        | أسوار - الجزء الأول                             | غانم الصالح، عبد الرحمن العقل، أسمهان توفيق، حسن عسيري، ميساء مغربي، زهرة عرفات                                      |
| 2006        | راح اللي راح                                    | أحمد مساعد، أحمد السلمان، عبير الجندي، أنور أحمد، ليلى السلمان، فؤاد علي                                             |
| 2006        | قيود الزمن                                      | هيفاء حسين، أحمد إيراج، شيماء سبت، ملاك                                                                              |
| 2006        | طاش ما طاش - الجزء 14 حلقة تحت عنوان «الإنترنت» | ناصر القصبي، عبد الله السدحان                                                                                        |
| 2007        | حراير                                           | أحمد السلمان، أحلام حسن، خالد البريكي، لطيفة المجرن، سعاد علي، محمد المنيع                                           |
| 2007        | همس الحراير                                     | جاسم النبهان، حسين المنصور، سميرة أحمد، زهرة عرفات، هند البلوشي، حمد العماني، يلدا                                   |
| 2007        | عقاب - الجزء الثاني 2008، والثالث 2009          | انتصار الشراح، محمد العجيمي، محمد العيسى                                                                             |
| 2008        | الفطين                                          | داوود حسين، أحمد السلمان، طيف، عبير الجندي، فاطمة الصفي، حسين المهدي                                                 |
| 2008        | البارونات                                       | جاسم النبهان، عبد العزيز جاسم، هدى الخطيب، شيماء علي، محمود بوشهري، مشعل الجاسر                                      |
| 2009        | شعبان في رمضان                                  | يوسف الجراح، بشير الغنيم، انتصار الشراح                                                                              |
| 2009        | زهرة برية                                       | أحمد شاكر عبد اللطيف، قمر خلف                                                                                        |
| 2010        | قصة هوانا - حلقات منفصلة                        | مجموعة من الممثلين                                                                                                   |
| 2010        | صعب المنال                                      | حسين المنصور، إبراهيم الزدجالي، يعقوب عبد الله، شهد الياسين، حمد العماني                                             |
| 2010        | بيني وبينك - الجزء الرابع                       | راشد الشمراني، حسن عسيري، حبيب الحبيب                                                                                |
| 2010        | ما أصعب الكلام                                  | غازي حسين، ياسر المصري، فاطمة عبد الرحيم                                                                             |
| 2011        | وهج الشموع                                      | سليمان الياسين، غازي حسين، إبراهيم الحربي، سعاد علي، غدير صفر                                                        |
| 2011        | فرصة ثانية                                      | سعاد عبد الله، عبد العزيز جاسم، حسين المنصور، خالد أمين، إلهام الفضالة                                               |
| 2011        | سليم ودستة حريم                                 | حسن عسيري، منى شداد، حبيب الحبيب                                                                                     |
| 2011        | المزواج - الجزء الثاني                          | محمد الصيرفي |
| 2011        | الحب المستحيل - حلقات منفصلة                    | مجموعة من الممثلين                                                                                                   |
| 2012        | عشرة عمر                                        | هدى الخطيب، إلهام الفضالة، صلاح الملا، مشاري البلام، عبد الإمام عبد الله                                             |
| 2012        | خوات دنيا                                       | سعاد عبد الله، سليمان الياسين، حسين المنصور، زهرة الخرجي، مشاري البلام، إبراهيم الزدجالي                             |
| 2012        | مجموعة إنسان                                    | سعد الفرج، أحمد السلمان، انتصار الشراح، حسن البلام، شجون الهاجري، هبة الدري، محمد الحملي، فاطمة الصفي                |
| 2013        | عائلة الدكتور سعود                              | خالد سامي، هيا الشعيبي                                                                                               |
| 2013        | الواجهة                                         | سعاد عبد الله، عبد الرحمن العقل، غازي حسين، زهرة عرفات، أحمد مساعد، شيماء علي، حمد أشكناني                           |
| 2014        | ريحانة                                          | حياة الفهد، أحمد السلمان، صلاح الملا، زهرة عرفات، عبد الله بوشهري، محمود بوشهري                                      |
| 2014        | تقاطيع - برنامج كوميدي                          | تركي اليوسف، خالد البريكي، شذى سبت                                                                                   |
| 2014        | أنيسة الونيسة                                   | عبد المحسن النمر، خالد البريكي، فاطمة الصفي، فخرية خميس، ملاك، عبد الله الباروني                                     |
| 2015        | منا وفينا                                       | عبد الله السدحان، فهد الحيان، محمد جابر، خالد البريكي                                                                |
| 2015        | سيلفي                                           | ناصر القصبي، محمد الطويان، هيا الشعيبي                                                                               |
| 2015        | القياضة - الجزء الثاني                          | حسن رجب، خالد البناي، فاطمة الحوسني، عبد الله الباروني                                                               |
| 2015        | الحب الحلال                                     | باسمة حمادة، محمد العجيمي، عبد الله بوشهري، هبة الدري، صمود، حلا، سلمى سالم                                          |
| 2016        | عود أخضر                                        | جاسم النبهان، أنور أحمد، ليلى السلمان، شهاب جوهر، إبراهيم الزدجالي، بدر آل زيدان، شيلاء سبت                          |
| 2016        | قلوب لا تتوب                                    | محمد المنصور، باسمة حمادة، مشاري البلام، محمود بوشهري، ميس حمدان                                                     |
| 2017        | كالوس                                           | زهرة عرفات، يعقوب عبد الله، حسين المهدي، شيلاء سبت، جواهر                                                            |
| 2017        | الحالمون                                        | أسمهان توفيق، عبد الإمام عبد الله، أحمد مساعد، مشاري البلام، شهاب جوهر                                               |
| 2018        | كلام أصفر                                       | إبراهيم الحربي، هيا الشعيبي، فؤاد علي، هيا عبد السلام، صمود، عبد الله الطليحي، لولوة الملا                           |
| 2018        | مع حصة قلم                                      | حياة الفهد، مشاري البلام، زهرة الخرجي، يعقوب عبد الله، رتاج العلي، حسين المهدي، نور الغندور                          |
| 2019        | حضن الشوك                                       | |
| 2020        | عافك الخاطر                                     | فاطمة |
| 2020        | مساحات خالية                                    | حياة |
| 2020        | أبشر بالسعد                                     | امينة |
| 2021        | سرك الخافي                                      | |
| 2022        | حضرة الموقف                                     | ليلى |
| 2023        | النون وما يعلمون                                | أسرار |
| 2024        | قلم رصاص                                        | شيخة |
| 2025        | ام اربعة واربعين                                | هند |

### المسرحيات
| سنة الإنتاج | المسرحية             | الشخصية                                                                           |
| ----------- | -------------------- | --------------------------------------------------------------------------------- |
| 1999        | باتمان الرجل الوطواط | أحمد جوهر، زهرة الخرجي، عبد الناصر الزاير                                         |
| 2001        | أليس في بلاد العجائب | هدى حسين، خالد البريكي                                                            |
| 2002        | وزير الناس           | خالد النفيسي، عبد العزيز جاسم، هيا الشعيبي                                        |
|             | abcd 2               | عبد الرحمن العقل، محمد جابر، نسرين أحمد                                           |
| 2005        | شهر عسل بصل          | فيفي عبده، إبراهيم الحربي، إلهام الفضالة، مشاري البلام، شيماء علي، يعقوب عبد الله |
| 2010        | بنات فاطمة           | ميساء مغربي، أغادير السعيد                                                        |
| 2011        | كيد النسوان          | أميرة محمد، مروة محمد                                                             |
| 2015        | الطمبور              | سعد الفرج، خالد البريكي، ملاك، عبد الله بهمن، غدير صفر                            |

## روابط خارجية
- عبير أحمد على موقع الدهليز
- عبير أحمد على موقع قاعدة بيانات الأفلام العربية